# Afrellia nigrita
Afrellia nigrita är en tvåvingeart som beskrevs av Robineau-desvoidy 1863. Afrellia nigrita ingår i släktet Afrellia och familjen parasitflugor.
Artens utbredningsområde är Frankrike. Inga underarter finns listade i Catalogue of Life.